# Kaliumbromide
Kaliumbromide (KBr) is een zout dat is opgebouwd uit kalium- en bromide-ionen. De stof komt voor als een wit kristallijn poeder, dat goed oplosbaar is in water.

## Synthese
Traditioneel wordt kaliumbromide bereid door een reactie van kaliumcarbonaat met een bromide van ijzer (Fe3Br8), dat op zijn beurt bereid wordt door schroot met een overmaat dibroom te behandelen:
{\displaystyle {\ce {4K2CO3 + Fe3Br8 -> 8KBr + Fe3O4 + 4CO2}}}

## Eigenschappen en reacties
Het is een typisch ionogeen zout dat volledig in ionen splitst en een neutrale oplossing oplevert. Het is een belangrijke bron van bromide, bijvoorbeeld voor het bereiden van zilverbromide-emulsie zoals die gebruikt worden voor fotografische materialen.
{\displaystyle {\ce {KBr + AgNO3 -> AgBr + KNO3}}}
In waterige oplossing vormt het bromide-ion ook complexen, bijvoorbeeld met koper(II)bromide:
{\displaystyle {\ce {2KBr + CuBr2 -> K2[CuBr4]}}}

## Toepassingen
Als vaste stof wordt kaliumbromide onder andere toegepast in interferometers voor infraroodspectroscopie. Het is daar een goed materiaal voor omdat het goed doorlatend is voor vrijwel het gehele infrarode spectrum. Een nadeel is echter dat de stof vrij hygroscopisch is. Interferometers moeten daarom beschermd worden tegen vocht omdat zij anders voor het infrarode licht onbruikbaar worden.
Kaliumbromide werd in de late 19e en vroege 20e eeuw veel toegepast als kalmerend en anti-epileptisch middel. Het actieve ingrediënt is daarbij het bromide-ion. Vandaag de dag wordt het nog wel in de veeartsenij toegepast tegen epileptische aanvallen bij honden en katten.

## Toxicologie en veiligheid
Kaliumbromide is goed in water oplosbaar en smaakt zoetig bij lage concentraties, bitter bij wat hogere en zoutig bij hoge concentraties. Deze smaakeffecten worden voornamelijk door het kaliumion veroorzaakt. Geconcentreerd kaliumbromide irriteert het slijmvlies van de maag en dit leidt vaak tot braken.